# Julio García Espinosa
Julio García Espinosa (* 5. September 1926 in Havanna; † 13. April 2016 ebenda) war ein kubanischer Drehbuchautor, Regisseur und Kulturfunktionär.

## Leben
Julio García Espinosa studierte Filmregie am Centro Sperimentale di Cinematografia in Rom. 1955 drehte er zusammen mit Tomás Gutiérrez Alea den Dokumentarfilm El mégano, der aufgrund seiner Sozialkritik verboten wurde. Nach dem Sieg der Revolution wurde er zum Kinobeauftragten der Kulturabteilung der Rebellenarmee ernannt und drehte die Dokumentationen La vivienda und Esta nuestra tierra. 1959 gehörte er zu den Gründern des staatlichen kubanischen Filminstituts ICAIC. Es folgten im Jahre 1960 die Dokumentationen Un año de libertad, Muerte o libertad und Cuba baila. 1961 drehte er den Film El joven rebelde, 1967 die Komödie Las aventuras de Juan Quinquin. 1970 folgte die Dokumentation Tercer mundo, tercer guerra mundial. 1977 drehte García Espinosa La sexta parte del mundo und beteiligte sich an der Fertigstellung des Films De cierta manera der verstorbenen Sara Gómez. 1978 drehte er Son o no son, 1989 La inútil muerte de mi socio Manolo, 1993 El piano, 1994 Reina y Rey und 1998 den Episodenfilm Enrendando sombras.
Daneben arbeitete García Espinosa an zahlreichen Drehbüchern mit anderen Regisseuren zusammen, u. a. 1960 an Año nuevo mit Jorge Fraga, 1969 an La primera carga a machete, 1971 Los días del agua und 1973 Ustedes tienen la palabra mit Manuel Octavio Gómez, zudem 1968 Lucía mit Humberto Solás, 1972 Girón mit Manuel Herrera, 1972 Introducción a Chile mit Miguel Torres, 1972 Viva la república mit Pastor Vega und 1989 La balla del Alhambra mit Enrique Pineda Barnet.